# Ernst Ewald
Ernst Ewald (né le 17 mars 1836 à Berlin, mort le 30 décembre 1904 dans la même ville) est un peintre prussien.

## Biographie
Ewald vient d'une famille de banquiers et étudie d'abord la médecine et les sciences naturelles à l'université rhénane Frédéric-Guillaume de Bonn. À 19 ans, il se consacre à la peinture et part à Berlin pour être l'élève de Carl Steffeck.
De 1856 à 1863, il vit à Paris, où il est pendant un an l'élève de Thomas Couture. En 1864, il voyage en Italie pour étudier les peintres italiens du XVe siècle et présente à l'exposition de l'académie de Berlin une représentation des Sept Péchés capitaux faite à Paris.
En 1865, il revient à Berlin. En 1868, il devient professeur du musée des arts décoratifs de Berlin. En 1874, il en devient le directeur puis, en 1880, après la mort de Martin Gropius, de l'école. Il crée les fresques de la villa Ravené (de) et fait partie des peintres qui décorent le Rotes Rathaus et les représentations des Nibelungen à l'Alte Nationalgalerie. Il conçoit les vitraux du Martin-Gropius-Bau et les mosaïques de 1888 à 1890 du mausolée de l'empereur Frédéric III. Il est le précepteur en peinture de ses fils Guillaume et Henri.